# Čipalje
Čipalje (Servisch cyrillisch Чипаље) is een plaats in de Servische gemeente Sjenica. De plaats telt 144 inwoners (2002).